# Waldo Hills
Waldo Hills (collines de Waldo) se situent dans la vallée de la Willamette, en Oregon, aux États-Unis. Elles couvrent une superficie d'environ 130 kilomètres carrés, à l'est de Salem. Les collines portent le nom du pionnier Daniel Waldo.

## Géologie
Caracterisé par le cuesta du Groupe basaltique du Columbia, ces collines s'étendent du ruisseau Mill jusqu'au nord-est. Les roches des collines sont constituées de substratum volcanique du tertiaire. Les collines Waldo sont la plus grande structure géologique de la vallée de Willamette. Avec les collines Silverton, elles forment les contreforts de la chaîne des Cascades,,.